# پاپ پل ششم

در کنار ریچارد نیکسون

پاپ پل ششم (به انگلیسی: Paul VI) یکی از پاپ‌های کلیسای کاتولیک رم بود که در ایتالیا به دنیا آمد و از ۱۹۶۳ تا ۱۹۷۸ میلادی پاپ بود. او در سال ۱۹۷۰ م به ایران سفر کرد تا اولین رهبرِ مذهبی واتیکان باشد که تا به حال به ایران سفر کرده‌است. محمد رضا شاه پهلوی در فرودگاه مهرآباد از پاپ استقبال کرد.
در ششم اوت سال ۱۹۷۸ در ایتالیا درگذشت.

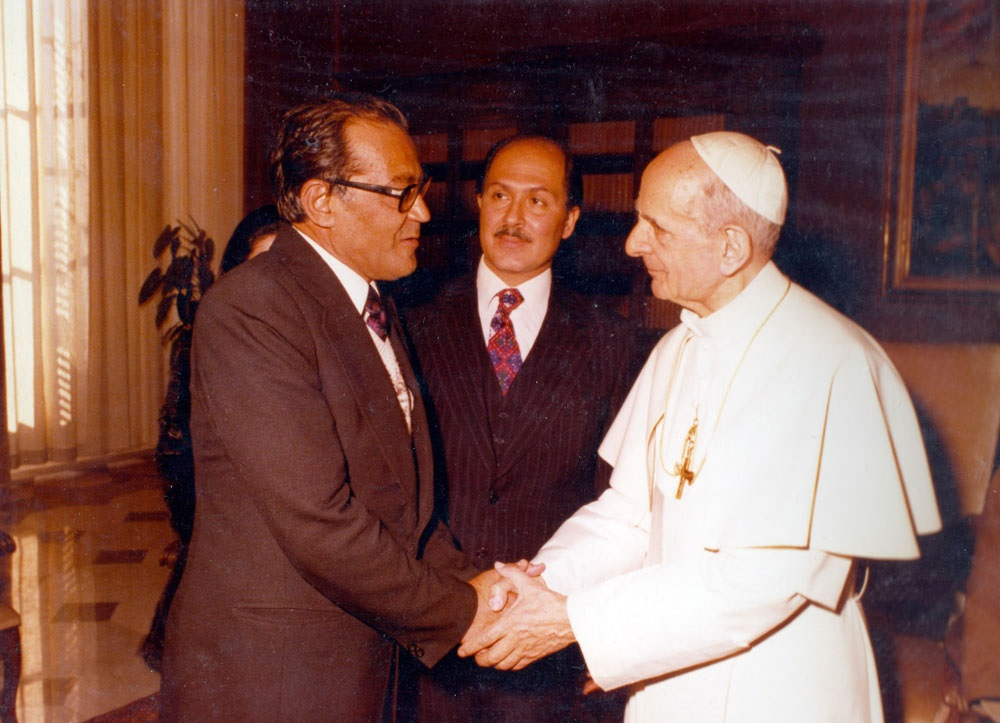
از راست به چپ: پل ششم و سید حسین نصر و سید جعفر شهیدی